# Râul Strujinoasa
Râul Strujinoasa este un mic curs de apă, afluent al râului Putnișoara în județul Suceava.  

## Hărți
- Harta județului Suceava
- Harta Obcinele Bucovinene  Arhivat în 30 iulie 2009, la Wayback Machine.